# Marion (Indiana)
Marion – miasto w Stanach Zjednoczonych, w stanie Indiana, w hrabstwie Grant.